# Upday
Upday (estilizado como upday) es una plataforma de agregación de noticias para teléfonos inteligentes desarrollada por Axel Springer SE en colaboración con Samsung. La sede de SAMAS upday Investment GmbH, en la que se enmarca upday, está localizada en Berlín. Además de la aplicación original, upday también dispone de un portal web de noticias en numerosos idiomas, incluido el castellano.

## Historia
Fundada en septiembre de 2015, upday nació de una asociación entre Axel Springer SE y Samsung Electronics. La aplicación estuvo disponible a partir de marzo de 2016 y aparecía preinstalada en los nuevos dispositivos Samsung Galaxy S7.
En el momento de su lanzamiento, upday agregaba noticias de unos 1.200 medios de comunicación, tanto españoles como El País, El Mundo o ABC, como internacionales: BBC News, Le Figaro o Der Spiegel. Inicialmente, la aplicación estuvo disponible en Alemania, Francia, Polonia y Reino Unido. En febrero de 2017, cuando se produjo el lanzamiento de la versión española de la aplicación, upday ya contaba con 8 millones de usuarios únicos al mes. Además, con la puesta a la venta del Samsung Galaxy S8, upday expandió su operación a un total de 16 países europeos.
Desde el año 2020, la aplicación está disponible en 34 países y 26 idiomas y tiene alrededor de 6,6 millones de usuarios únicos en Alemania y más de 25 millones en todo el mundo.
En marzo de 2020, upday lanzó su servicio upday’s Choice, su rama de contenidos de afiliación, con servicios de localización y adaptación a idiomas de cada región en este tipo de contenidos de marketing y publicidad, así como de comercio electrónico.
Desde abril de 2021, la aplicación de noticias dejó de tener exclusividad con Samsung y es posible descargarla en cualquier teléfono móvil con sistema operativo Android. Además, a partir de junio de ese mismo año, upday presentó una nueva versión para el sistema operativo iOS de Apple. Upday puede encontrarse tanto en la App Store como en la Google Play Store.

## La aplicación upday
Upday es una aplicación de agregación de noticias que combina el contenido elaborado por periodistas desde las redacciones de upday en diversos países europeos con contenidos seleccionados por sus editores.
La información se presenta dentro de la aplicación mediante dos secciones diferenciadas de noticias. Por un lado, la sección Top News reúne las noticias destacadas del día seleccionadas por la redacción de upday en cada país, y por otro, la sección My News (Mis Noticias) ofrece una colección de noticias personalizada de acuerdo a los intereses del usuario en base a un algoritmo de inteligencia artificial que tiene en cuenta, además de esta personalización individualizada, los hábitos de lectura de cada usuario.
Además de esto, la aplicación upday también ofrece a sus usuarios la posibilidad de guardar artículos para leer más tarde o la opción de vetar aquellos medios que considere que no son acordes a sus intereses.
Desde el año 2022, la aplicación incluye noticias locales y regionales en España y otros cinco países. Además, desde finales de ese año, upday tiene también disponible una página web con contenido original que cubre las principales noticias de actualidad nacional e internacional.